# キャロル・ベイカー
キャロル・ベイカー（Carroll Baker、本名:Karolina Piekarski、 1931年5月28日 - ）は、アメリカ合衆国の女優。ペンシルベニア州ジョンズタウン生まれ。ポーランド系アメリカ人。

## 略歴
1939年、両親が離婚し、母と妹とともにペンシルベニア州タートルクリーク（Turtle Creek）へ移り住み、同州のグリーンズバーグハイスクールに入学する。その後、母親が再婚し、フロリダ州セントピーターズバーグへ家族4人で移り住む。セントピーターズバーグではセントピート短期大学へ進学、数か月間在籍する。その間、地元のライオンズクラブのタップダンサーとしてデビューする。やがて大学を中退し、フロリダ州各地でダンサーとして出演する。
1949年、"Miss Florida Fruits and Vegetables" にも輝く。
1950年、ニューヨークへ行き、そこで、テレビ　チャンネル9の「weather girl」として雇われる。
1953年、『イージー・トゥ・ラブ』の端役で映画デビュー。その後いくつかのテレビコマーシャルの仕事をする。
1956年、『ジャイアンツ』に抜擢された後、続く『ベビイドール』では主演を務めてアカデミー主演女優賞にノミネートされるなど、この年は彼女にとって大転機となった。
1961年、日本人外交官の寺崎英成と結婚したアメリカ人女性のグエン寺崎（寺崎マリコ（マリコ・テラサキ・ミラー）の母）の著書を映画化した『太陽にかける橋』にグエン役で出演し、寺崎英成を演じたジェームズ繁田や丹波哲郎らと共演。また、来日もしている。
1964年に『大いなる野望』、1965年に『ハーロー』に主演。その後、イタリア、スペイン、ドイツ、イギリス、メキシコと海外の作品に出演する。

彼女はハリウッド・ウォーク・オブ・フェームに名を連ねている。
プラチナ・ブロンドの髪で知られているが、実際の髪の色は栗色である。
映画監督ジャック・ガーフェインとの結婚を機に、ユダヤ教に改宗した。

## 主な出演作品

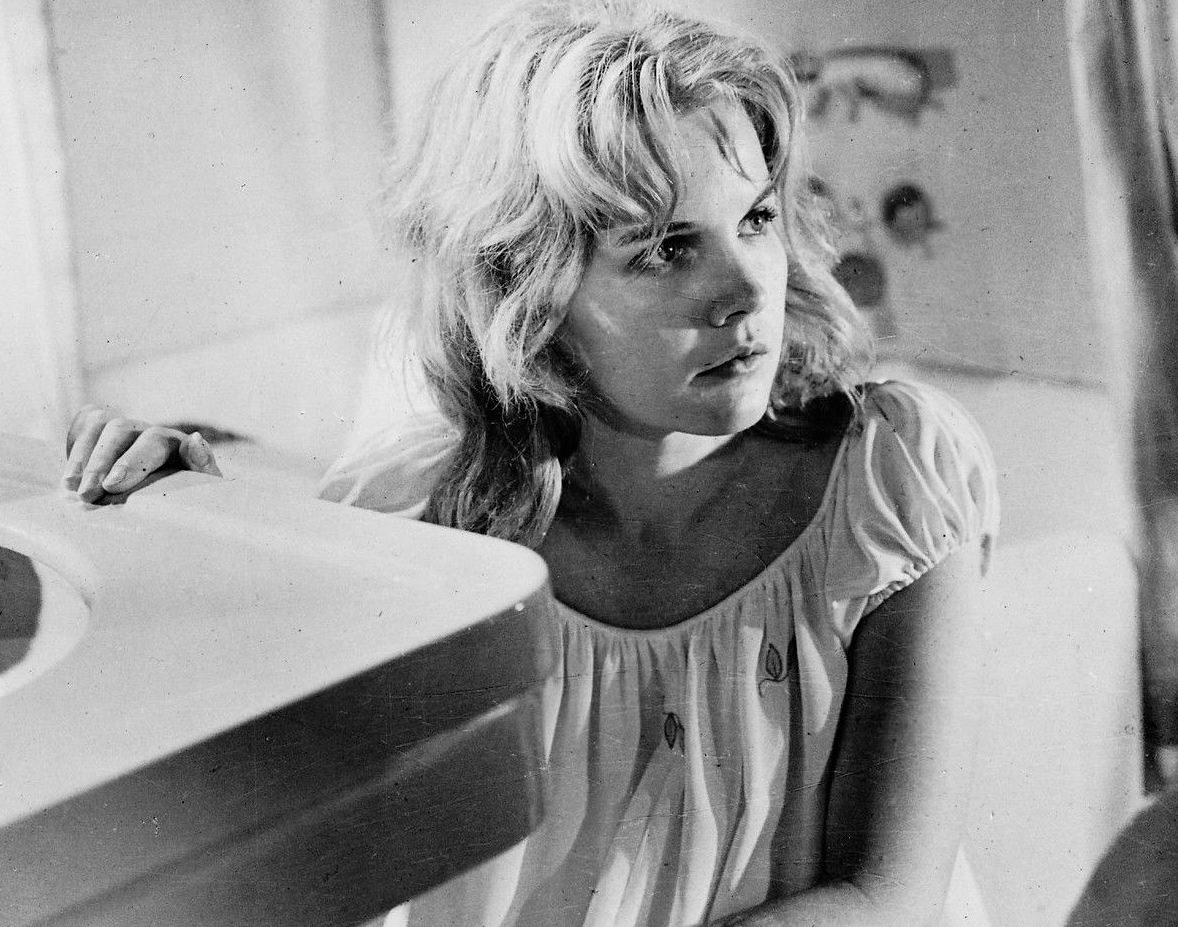
『傷だらけの愛』（1961年）

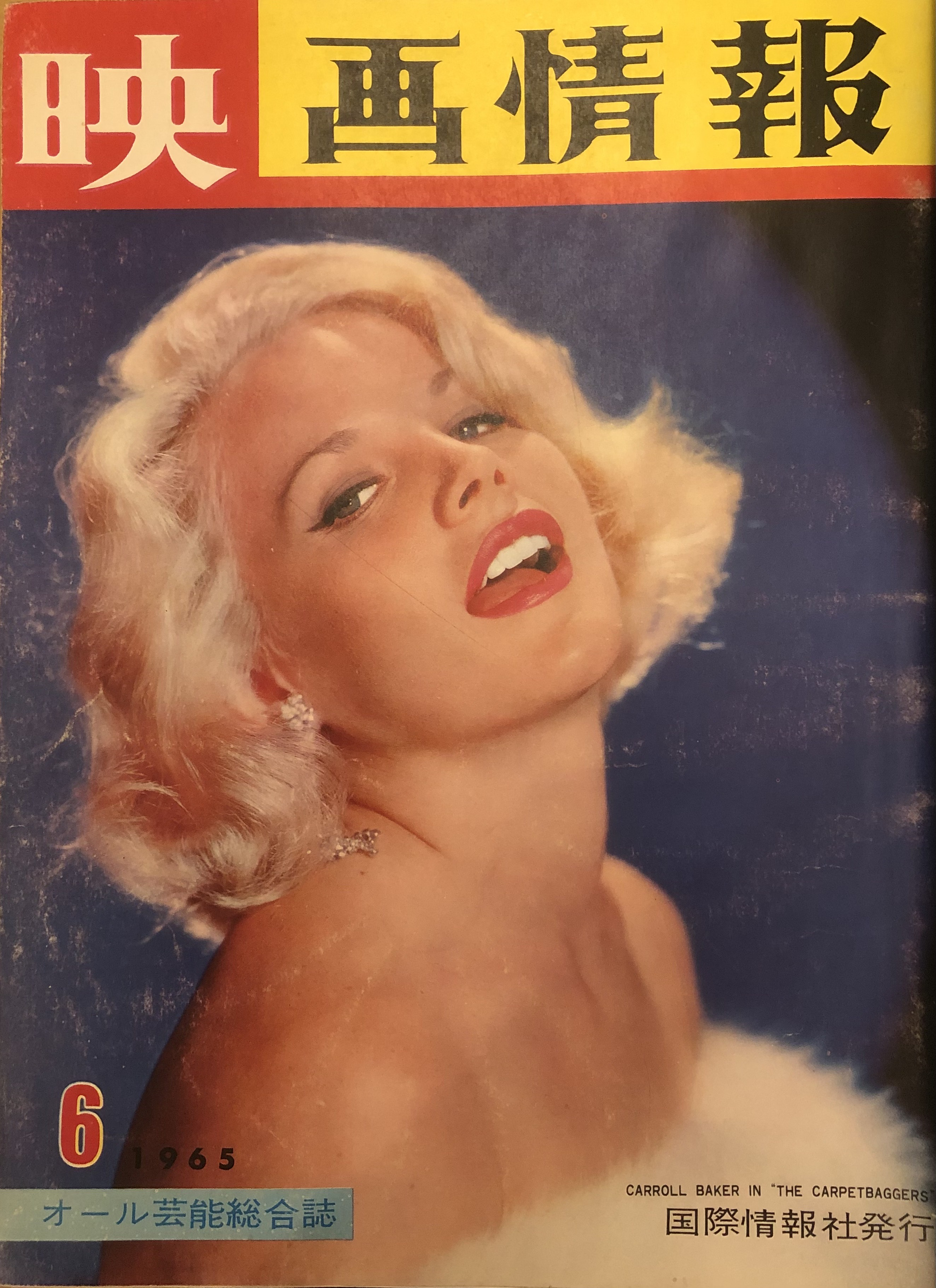
『大いなる野望』（1964年）出演時の宣伝写真

- イージー・トゥ・ラブ (Easy to Love 1953年、米国)
- ジャイアンツ （Giant 1956年、米国）
- ベビイドール （Baby Doll 1956年、米国）
- 大いなる西部 （The Big Country 1958年、米国）
- 僕は御免だ （But Not for Me 1959年、米国）
- 奇跡 （The Miracle 1959年、米国）
- 太陽にかける橋 （Bridge to the Sun 1961年、米国）
- 傷だらけの愛 （Something Wild 1961年、米国） 日本未公開
- 西部開拓史 （How the West Was Won 1962年、米国）
- 白昼の情事 （Station Six-Sahara 1962年、英国）
- 大いなる野望 （The Carpetbaggers 1964年、米国）
- シャイアン （Cheyenne Autumn 1964年、米国）
- シルビア （Sylvia 1965年、米国）
- 偉大な生涯の物語 （The Greatest Story Ever Told 1965年、米国）
- ジャングル・モーゼ （Mister Moses 1965年、英国）
- ハーロー （Harlow 1965年、米国）
- ダイヤモンド・ジャック （Jack of Diamonds 1967年、米国/西ドイツ）
- ハーレム （L'Harem 1968年、イタリア/西ドイツ） 日本未公開
- デボラの甘い肉体 （Il Dolce corpo di Deborah 1968年、イタリア）
- 狂った蜜蜂 （Orgasmo 1968年、イタリア/西ドイツ）
- 殺意の海 （Paranoia, 1969年、イタリア/スペイン）
- 地獄のアパッチ （Captain Apache 1971年、米国） 日本未公開
- 声なき殺人者 （Il coltello di ghiaccio 1972年、スペイン/イタリア） 日本未公開
- バーバ・ヤーガ （Baba Yaga 1973年、イタリア/フランス） 日本未公開
- 課外授業 （Lezioni private 1975年、イタリア）
- 新・課外教授/禁断のセックス （La moglie di mio padre 1976年、イタリア） 日本未公開
- ああ新婚 （La moglie vergine 1976年、イタリア）
- アンディ・ウォーホルのBAD （Andy Warhol's Bad 1977年、米国）
- 大竜巻/サメの海へ突っ込んだ旅客機 （Cyclone 1978年、メキシコ/米国/イタリア） 日本未公開
- 狂気の楽園 （The Sky Is Falling 1979年、米国） 日本未公開
- 呪われた森 （The Watcher in the Woods 1980年、米国）
- スター80 （Star 80 1983年、米国）
- クレムリンの赤いバラ/鉄のカーテンの向こうの懲りない人々 （1983年、英国） 日本未公開
- ヒトラーSS/アドルフの肖像 （Hitler's S.S.: Portrait in Evil 1984年、スウェーデン） テレビ映画
- ネイティブ・サン （Native Son 1986年, 米国） 日本未公開
- 黄昏に燃えて （Ironweed 1987年、米国）
- ナイト・エンジェル/濡れた妖精 （Gipsy Angel 1990年、イタリア）
- キンダガートン・コップ （Kindergarten Cop 1990年、米国）
- ブロンド・フィスト/炎のチャンプ （Blonde Fist 1991年、英国）
- シカゴホープ （Chicago Hope 1994年-2000年、米国） テレビシリーズ、ゲスト出演
- アン・ライスの囁く骨 （Rag and Bone 1997年、米国） テレビ映画
- ゲーム （The Game 1997年、米国）
- ロズウェル - 星の恋人たち （Roswell 1999年-2002年、米国） テレビシリーズ、ゲスト出演
- 弁護士ジャック・ターナー （The Lyon's Den 2003年、米国） テレビシリーズ、ゲスト出演